# Campeonato Mundial de Esqui Estilo Livre de 2017 - Ski cross masculino
A prova do ski cross masculino do Campeonato Mundial de Esqui Estilo Livre de 2017 foi disputada eno dia 18 de março em Serra Nevada,na Espanha.  Participaram 44 esquiadores de 18 nacionalidades.

## Medalhistas
| Ouro                        | Prata               | Bronze               |
| Victor Öhling Norberg (SWE) | Jamie Prebble (NZL) | François Place (FRA) |

## Resultados

### Qualificação
44 esquiadores participaram do processo qualificatório. Os 32 melhores avançaram para as oitavas de final.
| Pos. | Bib | Esquiador              | Nacionalidade  | Tempo   | Notas |
| ---- | --- | ---------------------- | -------------- | ------- | ----- |
| 1    | 7   | Jean-Frédéric Chapuis  | França         | 1:04.07 | Q     |
| 2    | 1   | Jonas Devouassoux      | França         | 1:04.10 | Q     |
| 3    | 4   | Christopher Delbosco   | Canadá         | 1:04.48 | Q     |
| 4    | 24  | François Place         | França         | 1:04.63 | Q     |
| 5    | 10  | Marc Bischofberger     | Suíça          | 1:04.63 | Q     |
| 6    | 11  | Bastien Midol          | França         | 1:04.64 | Q     |
| 7    | 14  | Filip Flisar           | Eslovênia      | 1:04.69 | Q     |
| 8    | 3   | Brady Leman            | Canadá         | 1:04.73 | Q     |
| 9    | 5   | Jonas Lenherr          | Suíça          | 1:04.75 | Q     |
| 10   | 19  | Johannes Rohrweck      | Áustria        | 1:04.77 | Q     |
| 11   | 8   | Victor Öhling Norberg  | Suécia         | 1:05.00 | Q     |
| 12   | 2   | David Duncan           | Canadá         | 1:05.06 | Q     |
| 13   | 25  | Jamie Prebble          | Nova Zelândia  | 1:05.17 | Q     |
| 14   | 13  | Armin Niederer         | Suíça          | 1:05.19 | Q     |
| 15   | 12  | Alex Fiva              | Suíça          | 1:05.24 | Q     |
| 16   | 17  | Daniel Bohnacker       | Alemanha       | 1:05.27 | Q     |
| 17   | 21  | Siegmar Klotz          | Itália         | 1:05.30 | Q     |
| 18   | 26  | Adam Kappacher         | Áustria        | 1:05.34 | Q     |
| 19   | 31  | Tyler Wallasch         | Estados Unidos | 1:05.39 | Q     |
| 20   | 15  | Kevin Drury            | Canadá         | 1:05.39 | Q     |
| 21   | 6   | Semen Denshchikov      | Rússia         | 1:05.47 | Q     |
| 22   | 9   | Viktor Andersson       | Suécia         | 1:05.50 | Q     |
| 23   | 22  | Igor Omelin            | Rússia         | 1:05.61 | Q     |
| 24   | 30  | Erik Mobärg            | Suécia         | 1:05.68 | Q     |
| 25   | 28  | Brant Crossan          | Estados Unidos | 1:05.76 | Q     |
| 26   | 18  | Thomas Zangerl         | Áustria        | 1:05.90 | Q     |
| 27   | 16  | Christoph Wahrstoetter | Áustria        | 1:05.98 | Q     |
| 28   | 23  | Stefan Thanei          | Itália         | 1:06.05 | Q     |
| 29   | 20  | Paul Eckert            | Alemanha       | 1:06.05 | Q     |
| 30   | 33  | Egor Korotkov          | Rússia         | 1:06.17 | Q     |
| 31   | 27  | Anton Grimus           | Áustria        | 1:06.31 | Q     |
| 32   | 34  | Marco Tomasi           | Itália         | 1:06.54 | Q     |
| 33   | 35  | Marius Heje Mæhle      | Noruega        | 1:06.70 |       |
| 34   | 36  | Andrea Tonon           | Itália         | 1:06.82 |       |
| 35   | 32  | Victor Sticko          | Suécia         | 1:07.08 |       |
| 36   | 37  | Kirill Merenkov        | Rússia         | 1:08.05 |       |
| 37   | 38  | Jiři Čech              | Chéquia        | 1:08.17 |       |
| 38   | 39  | Nikola Chongarov       | Bulgária       | 1:08.38 |       |
| 39   | 41  | Vladimir Popov         | Bulgária       | 1:08.66 |       |
| 40   | 44  | Koppany Pap            | Hungria        | 1:08.99 |       |
| 41   | 42  | Stoyan Varbanov        | Bulgária       | 1:09.25 |       |
| 42   | 43  | Tomas Bartalský        | Eslováquia     | 1:09.73 |       |
| 43   | 40  | Davit Tediashvili      | Geórgia        | 1:10.47 |       |
|      | 29  | Florian Wilmsmann      | Alemanha       | DNF     |       |

### Eliminatória
A seguir os resultados da fase eliminatória. 

#### Oitavas de final
| Pos. | Bib | Esquiador             | Nacionalidade | Notas |
| ---- | --- | --------------------- | ------------- | ----- |
| 1    | 16  | Daniel Bohnacker      | Alemanha      | Q     |
| 2    | 17  | Siegmar Klotz         | Itália        | Q     |
| 3    | 32  | Marco Tomasi          | Itália        |       |
| 4    | 1   | Jean-Frédéric Chapuis | França        |       |

| Pos. | Bib | Esquiador          | Nacionalidade | Notas |
| ---- | --- | ------------------ | ------------- | ----- |
| 1    | 21  | Semen Denshchikov  | Rússia        | Q     |
| 2    | 5   | Marc Bischofberger | Suíça         | Q     |
| 3    | 28  | Stefan Thanei      | Itália        |       |
| 4    | 12  | David Duncan       | Canadá        |       |

| Pos. | Bib | Esquiador            | Nacionalidade  | Notas |
| ---- | --- | -------------------- | -------------- | ----- |
| 1    | 19  | Tyler Wallasch       | Estados Unidos | Q     |
| 2    | 3   | Christopher Delbosco | Canadá         | Q     |
| 3    | 14  | Armin Niederer       | Suíça          |       |
| 4    | 30  | Egor Korotkov        | Rússia         |       |

| Pos. | Bib | Esquiador         | Nacionalidade | Notas |
| ---- | --- | ----------------- | ------------- | ----- |
| 1    | 7   | Filip Flisar      | Eslovênia     | Q     |
| 2    | 23  | Igor Omelin       | Rússia        | Q     |
| 3    | 10  | Johannes Rohrweck | Áustria       |       |
| 4    | 26  | Thomas Zangerl    | Áustria       |       |

| Pos. | Bib | Esquiador     | Nacionalidade  | Notas |
| ---- | --- | ------------- | -------------- | ----- |
| 1    | 25  | Brant Crossan | Estados Unidos | Q     |
| 2    | 8   | Brady Leman   | Canadá         | Q     |
| 3    | 9   | Jonas Lenherr | Suíça          |       |
| 4    | 24  | Erik Mobärg   | Suécia         |       |

| Pos. | Bib | Esquiador      | Nacionalidade | Notas |
| ---- | --- | -------------- | ------------- | ----- |
| 1    | 4   | François Place | França        | Q     |
| 2    | 13  | Jamie Prebble  | Nova Zelândia | Q     |
| 3    | 29  | Paul Eckert    | Alemanha      |       |
| 4    | 20  | Kevin Drury    | Canadá        |       |

| Pos. | Bib | Esquiador              | Nacionalidade | Notas |
| ---- | --- | ---------------------- | ------------- | ----- |
| 1    | 27  | Christoph Wahrstoetter | Áustria       | Q     |
| 2    | 11  | Victor Öhling Norberg  | Suécia        | Q     |
| 3    | 6   | Bastien Midol          | França        |       |
|      | 22  | Viktor Andersson       | Suécia        | DNF   |

| Pos. | Bib | Esquiador         | Nacionalidade | Notas |
| ---- | --- | ----------------- | ------------- | ----- |
| 1    | 2   | Jonas Devouassoux | França        | Q     |
| 2    | 18  | Adam Kappacher    | Áustria       | Q     |
| 3    | 15  | Alex Fiva         | Suíça         |       |
| 4    | 31  | Anton Grimus      | Áustria       |       |

#### Quartas de final
| Pos. | Bib | Esquiador        | Nacionalidade  | Notas |
| ---- | --- | ---------------- | -------------- | ----- |
| 1    | 17  | Siegmar Klotz    | Itália         | Q     |
| 2    | 8   | Brady Leman      | Canadá         | Q     |
| 3    | 25  | Brant Crossan    | Estados Unidos |       |
| 4    | 16  | Daniel Bohnacker | Alemanha       |       |

| Pos. | Bib | Esquiador              | Nacionalidade  | Notas |
| ---- | --- | ---------------------- | -------------- | ----- |
| 1    | 11  | Victor Öhling Norberg  | Suécia         | Q     |
| 2    | 27  | Christoph Wahrstoetter | Áustria        | Q     |
| 3    | 3   | Christopher Delbosco   | Canadá         |       |
| 4    | 19  | Tyler Wallasch         | Estados Unidos |       |

| Pos. | Bib | Esquiador          | Nacionalidade | Notas |
| ---- | --- | ------------------ | ------------- | ----- |
| 1    | 4   | François Place     | França        | Q     |
| 2    | 13  | Jamie Prebble      | Nova Zelândia | Q     |
| 3    | 5   | Marc Bischofberger | Suíça         |       |
| 4    | 21  | Semen Denshchikov  | Rússia        |       |

| Pos. | Bib | Esquiador         | Nacionalidade | Notas |
| ---- | --- | ----------------- | ------------- | ----- |
| 1    | 7   | Filip Flisar      | Eslovênia     | Q     |
| 2    | 18  | Adam Kappacher    | Áustria       | Q     |
| 3    | 23  | Igor Omelin       | Rússia        |       |
|      | 2   | Jonas Devouassoux | França        | DNF   |

#### Semifinal
| Pos. | Bib | Esquiador      | Nacionalidade | Notas |
| ---- | --- | -------------- | ------------- | ----- |
| 1    | 13  | Jamie Prebble  | Nova Zelândia | Q     |
| 2    | 4   | François Place | França        | Q     |
| 3    | 17  | Siegmar Klotz  | Itália        |       |
| 4    | 8   | Brady Leman    | Canadá        |       |

| Pos. | Bib | Esquiador              | Nacionalidade | Notas |
| ---- | --- | ---------------------- | ------------- | ----- |
| 1    | 7   | Filip Flisar           | Eslovênia     | Q     |
| 2    | 11  | Victor Öhling Norberg  | Suécia        | Q     |
| 3    | 27  | Christoph Wahrstoetter | Áustria       |       |
| 4    | 18  | Adam Kappacher         | Áustria       |       |

#### Final
| Pos. | Bib | Esquiador              | Nacionalidade | Notas |
| ---- | --- | ---------------------- | ------------- | ----- |
| 5    | 27  | Christoph Wahrstoetter | Áustria       |       |
| 6    | 18  | Adam Kappacher         | Áustria       |       |
| 7    | 8   | Brady Leman            | Canadá        |       |
| 8    | 17  | Siegmar Klotz          | Itália        | DNF   |

| Pos.              | Bib | Esquiador             | Nacionalidade | Notas |
| ----------------- | --- | --------------------- | ------------- | ----- |
| Medalha de ouro   | 11  | Victor Öhling Norberg | Suécia        |       |
| Medalha de prata  | 13  | Jamie Prebble         | Nova Zelândia |       |
| Medalha de bronze | 4   | François Place        | França        | DNF   |
| 4                 | 7   | Filip Flisar          | Eslovênia     | DNF   |

Legenda
| Recorde mundial       | Recorde mundial (World record)               |                       | Recorde africano                      | Recorde africano (African) |                                           | Q | Classificado por posição (Qualified) |
| Recorde do campeonato | Recorde do campeonato (Championship record)  | Recorde da América    | Recorde da América (Americas)         | q                          | Classificado por melhor tempo (Qualified) |   |                                      |
| Melhor marca do ano   | Melhor marca do ano (World leading)          | Recorde asiático      | Recorde asiático (Asian)              | DNS                        | Não largou (Did not start)                |   |                                      |
| Recorde nacional      | Recorde nacional (National record)           | Recorde europeu       | Recorde europeu (European)            | DNF                        | Não terminou (Did not finish)             |   |                                      |
| Recorde pessoal       | Recorde pessoal do atleta (Personal best)    | Recorde da Oceania    | Recorde da Oceania (Oceania)          | DSQ / DQ                   | Desclassificado (Disqualified)            |   |                                      |
| Recorde da temporada  | Recorde da temporada do atleta (Season best) | Recorde sul-americano | Recorde sul-americano (South America) | NM                         | Sem marca (No mark)                       |   |                                      |